# Bureaucracy (jeu vidéo)
Bureaucracy est un jeu vidéo de fiction interactive conçu par Douglas Adams et publié par Infocom à partir de 1987 sur  Amiga, Apple II, Atari ST, Commodore 64, MS-DOS et Apple Macintosh. Le joueur y incarne un personnage se heurtant à d’innombrables obstacles bureaucratiques à la suite de son changement d’adresse. À sa sortie, le jeu est plutôt bien reçu par les magazines Dragon et Byte ,. Le jeu se vend à plus de 25 000 exemplaires les deux premières années, et 40 000 exemplaires au total.